# Bagnio

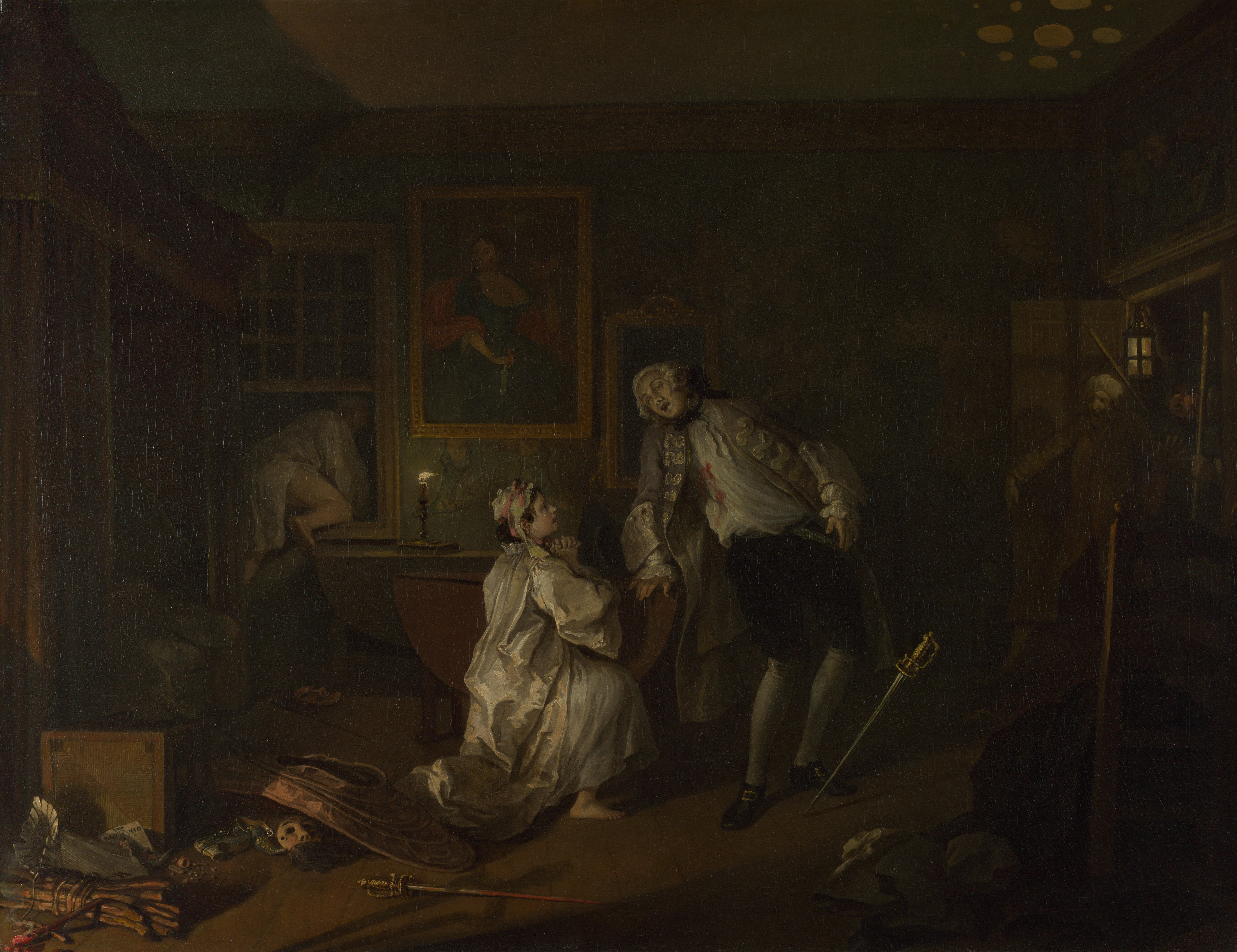
The Bagnio (1743), piąty obraz z satyrycznej serii Marriage à-la-mode namalowanej przez Williama Hogartha: hrabia przyłapuje swoją żonę w domu schadzek „Turk's Head” z kochankiem, który ucieka przez okno.

Bagnio (z wł. bagno) – określenie na branie kąpieli lub łaźnię publiczną; w Anglii było to słowo oryginalnie określające pijalnie kawy, oferujące łaźnię turecką, lecz po roku 1740 określano nim budynek, gdzie wynajmowano pokoje bez zadawania pytań, lub też domy publiczne.
Termin ten był też używany do określenia więzienia dla zakładników w Konstantynopolu, które znajdowało się w pobliżu łaźni publicznej, a za nim zaczęto tak nazywać wszystkie więzienia dla niewolników w imperium osmańskim i na terenach Maghrebu.
Slaves’ Prison w Valletcie na Malcie, które było jednocześnie więzieniem, jak i miejscem, gdzie muzułmańscy niewolnicy spędzali noc, było również potocznie nazywane bagnio lub bagno.